# Cartes à jouer Jerry's nugget
 (septembre 2022).
Si vous disposez d'ouvrages ou d'articles de référence ou si vous connaissez des sites web de qualité traitant du thème abordé ici, merci de compléter l'article en donnant les références utiles à sa vérifiabilité et en les liant à la section « Notes et références ».

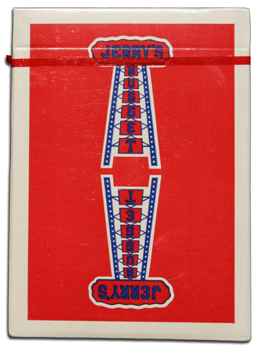
Les cartes jerry's nugget

Les cartes à jouer Jerry's nugget sont des cartes spéciales imprimées pour le casino « Jerry's Nugget » à Las Vegas (Nevada, États-Unis).

## Histoire
Fondé en 1964 par Jerry Lodge et Jerry Stamis, le casino « Jerry's Nugget » est un élément important de l'histoire de Las Vegas. 
En 1970, le casino a fait imprimer des cartes spéciales avec le logo de l'établissement au dos. À l'époque, ces cartes spéciales étaient vendues dans les magasins de souvenir 50 cents. 
Depuis, ces jeux de cartes coûtent plus de 500 USD. Les jeux sont difficilement trouvables ailleurs que sur les sites d'enchères. Une réédition 2019 était prévue sur Kickstarter : la cagnotte a atteint les 250 000 USD en moins de 24h. Dès lors, le grand fabricant de cartes américain United States Playing Card Company (USPCC) et Expert Playing Card Company ont acheté la licence et collaboré pour cette réédition. L’impression étaient prévue en août 2019 et les livraisons en décembre 2019. Les versions 2019 « Vintage Feel » sont de même qualité que celle de 1970, il y a plusieurs coloris Coral, Teal, Red et Blue, ainsi qu'un « Gaff deck » pour les magiciens experts en cartes à jouer. De nombreux magiciens utilisent les cartes Jerry's Nuggets, car elles sont appréciées pour leurs qualités. En 2020, des éditions jaunes, noires et silver, ainsi qu'une édition rose, ont été réalisées spécialement pour les 50 ans du casino Jerry's Nugget. Les plus gros utilisateurs de cartes « Jerry's Nuggets » sont Dominique Duvivier, Jean-Pierre Vallarino, Dai Vernon, Mathieu Mariani, car elles sont rares et que les dos ne peuvent pas être marqués. En 2022, le "Conjuring Arts Research Center" a conclu un projet sur Kickstarter pour créer les premières Jerry's Nugget marquées « Marked Monotone - Authentic Jerry's Nugget Playing Cards » en édition très limitée, qui ne seront pas réimprimées par la suite, avec numéro d'authenticité.

## Utilisation de ces cartes à jouer
Ces cartes ont été imprimées dans les années 1970 pour les tables du casino, mais elles n'ont jamais été réellement utilisées pour jouer. Elles ont été immédiatement vendues dans les boutiques de souvenir ou données comme cadeaux aux clients. Ces cartes étaient fabriquées par United States Playing Card Company, mais elles ne sont plus disponibles aujourd'hui. En effet, United States Playing Card Company avait utilisé une finition chimique qui est aujourd'hui interdite pour cause de pollution et de non-respect de l'environnement (provoquant la cessation de production et la montée de leurs prix).
Dai Vernon, Dominique Duvivier (qui les utilise dans chacun de ses tours), Larry Jennings, Ed Marlo, Lee Asher, Frank Simon, Chris Kenner, Earl Nelson, Mathieu Mariani et beaucoup d'autres magiciens utilisent ces cartes. Elles sont « raides » et facilement manipulables, c'est pour cela que beaucoup de passionnés de cardistry (manipulation artistique non magique de cartes) les utilisent.
Aujourd'hui, les Jerry's Nugget ont refait surface ; elles ont été réimprimées en PVC et sont disponibles sur plusieurs sites Internet.